# Listrocheiritium susurrinum
Listrocheiritium susurrinum är en mångfotingart som beskrevs av Carl Graf Attems 1927. Listrocheiritium susurrinum ingår i släktet Listrocheiritium och familjen knöldubbelfotingar. Inga underarter finns listade i Catalogue of Life.